# Stelle-Wittenwurth
Stelle-Wittenwurth é um município do distrito de Dithmarschen, no estado de Schleswig-Holstein, Alemanha.